# Rivière Anglaise
Der Rivière Anglaise ist ein Fluss am Nordost-Zipfel der Insel Mahé der Seychellen.

## Geographie
Der Rivière Anglaise entspringt im Nordosten der Insel Mahé im Distrikt La Rivière Anglaise (English River). Er verläuft nach Südosten und mündet bereits nach wenigen hunderten Metern bei Victoria in die Lagune des Indischen Ozeans.